# Národní park Guadalupe Mountains

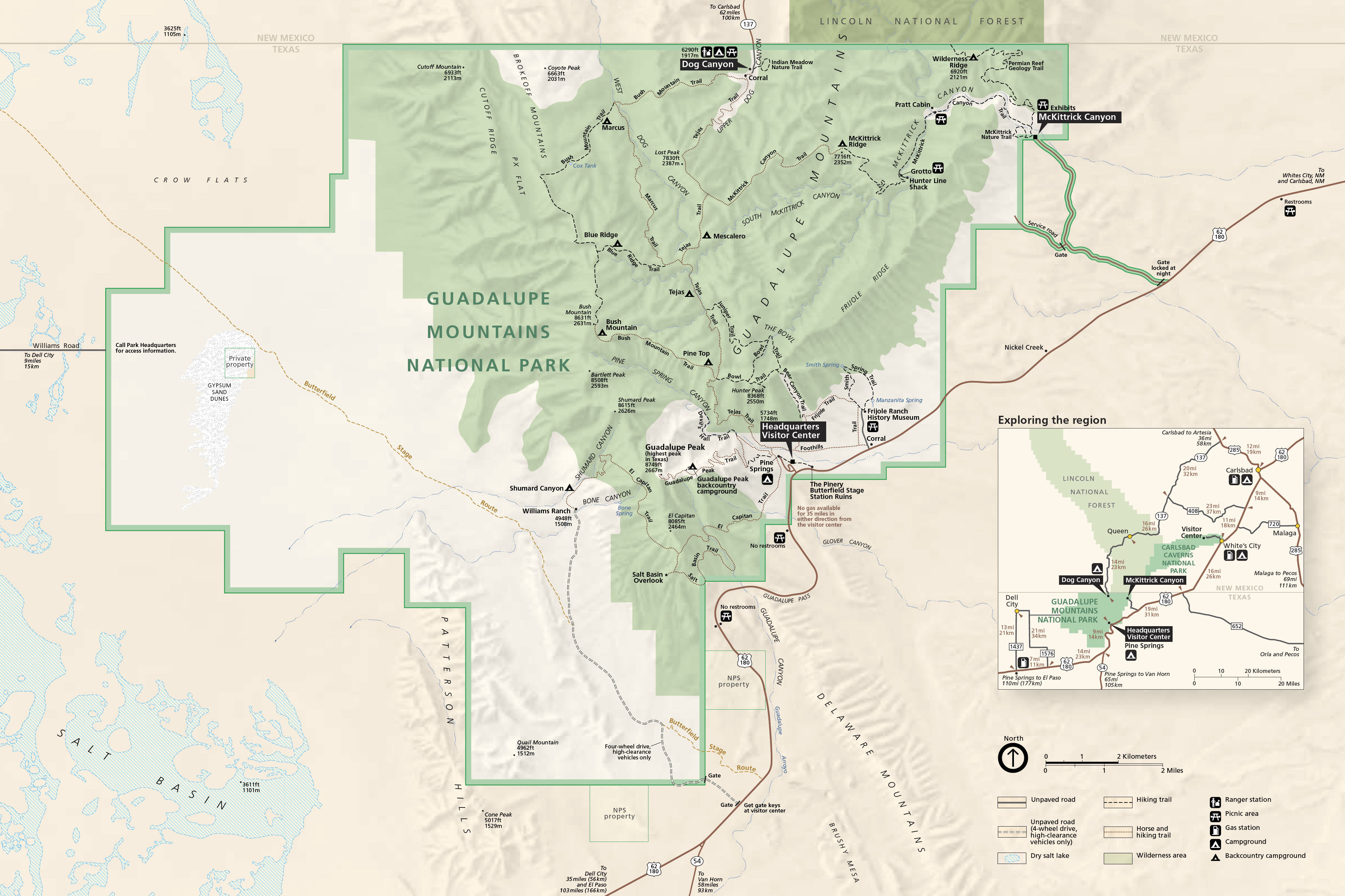
Mapa národního parku

Národní park Guadalupe Mountains (anglicky Guadalupe Mountains National Park) je národní park na západě Texasu, ve Spojených státech amerických. Park leží v pohoří Guadalupe Mountains a součástí parku je také nejvyšší hora Texasu Guadalupe Peak (2 667 m). Oblast je známá skalními útesy s řadou fosilií z období permu.
Náleží k nejvíce zachovaným přírodním oblastem na území Texasu. A je rovněž známá mnoha turistickými trasami (130 km) a jako oblíbené místo kempování. K nejoblíbenějším trasám náleží výstup na Guadalupe Peak a výlet ke kaňonu McKittrick Canyon.